# Irmgard Düren
Irmgard Düren, geb. Schmidt (* 28. Oktober 1930 in Meiningen; † 24. August 2004 in Berlin), war eine Schauspielerin, Kabarettistin und Moderatorin des Fernsehens der DDR.

## Leben
Irmgard wurde 1930 als Tochter des Leiters der Kriminalpolizei im südthüringischen Meiningen geboren. 1946/47 absolvierte sie die Schauspielschule in Schwerin. Ihr Schauspieldebüt gab sie anschließend in Ludwigslust. In den 1950er Jahren trat Düren im Berliner Kabarett „Die Distel“ auf. Von 1960 bis 1975 moderierte sie jeden Sonntagnachmittag die Sendung Wünsch Dir was, die später in Der Wunschbriefkasten umbenannt wurde und in ähnlicher Form heute noch vom MDR gestaltet wird. Nach der Auflösung ihres Vertrages mit dem Fernsehen absolvierte sie ein Fernstudium der Philosophie an der Humboldt-Universität zu Berlin und übernahm das Betriebsfunk-Studio des Berliner Centrum-Warenhauses am Ostbahnhof. Bis zur Wende in der DDR gestaltete sie Programme für Kulturhäuser und arbeitete als Sprecherzieherin und Synchronsprecherin.
Düren war von 1949 bis 1954 mit dem Schauspieler Fred Düren verheiratet. 1994 ehelichte sie ihren langjährigen Lebensgefährten, den Arzt Johann-Georg Kämpfer. Nach dessen Tod war sie ab August 2003 mit dem ehemaligen NVA-Offizier Klaus Nodes verheiratet.

## Filmografie (Auswahl)
- 1957: Der Schweinehirt (TV)
- 1957: Urlaub auf Sylt (Kurzfilm, Sprecherin)
- 1958: Helenchen ist glücklich (TV)
- 1959: Der Herr aus Zürich (TV)
- 1960: Nachts kamen die Ratten (TV)
- 1961: Der keusche Lebemann (TV)
- 1962: Der Hexer (TV)
- 1963: Das tägliche Brot (TV)
- 1963: Der Talisman (TV)
- 1966: Schatten über Notre Dame (TV)
- 1968: 12 Uhr mittags kommt der Boß

## Theater
- 1954: Autorenkollektiv: Mensch, fahr richtig! – Regie:Joachim Gürtner (Kabarett-Theater Distel, Berlin)

## Hörspiele
- 1954: Alf Scorell/Kurt Zimmermann: Der Wundermann (Gloria Miller) – Regie: Hans Busse (Hörspiel – Rundfunk der DDR)
- 1955: A. G. Petermann: Die Premiere fällt aus (Vera Hermann, Schauspielerin) – Regie: Herwart Grosse (Kriminalhörspiel – Rundfunk der DDR)
- 1956: Günther Rücker: Pierrot und Columbine – Regie: Günther Rücker (Rundfunk der DDR)
- 1961: Anton Tschechow: Das schwedische Zündholz – Regie: Peter Brang (Rundfunk der DDR)
- 1962: Karel Čapek: Ein Abend mit Karel Čapek – Regie: Hans Knötzsch (Hörspiel-Komödie – Rundfunk der DDR)
- 1962: Rolf Schneider: 25. November. New York (Cathie) – Regie: Helmut Hellstorff (Hörspiel – Rundfunk der DDR)
- 1963: Rolf Schneider: Die Unbewältigten – Regie: Edgar Kaufmann (Hörspiel – Rundfunk der DDR)
- 1965: Heinz Knobloch: Pardon für Bütten – Regie: Wolfgang Brunecker (Kinderhörspiel – Rundfunk der DDR)
- 1970: Finn Havrevold: Katastrophe (Schmachtende Stimme) – Regie: Helmut Hellstorff (Rundfunk der DDR)
- 1970: Armand Lanoux: Der Hüter der Bienen (Angelita) – Regie: Fritz Göhler (Hörspiel – Rundfunk der DDR)
- 1976: Adolf Glaßbrenner: Antigone in Berlin (Sprecherin) – Regie: Werner Grunow (Hörspiel (Kunstkopf) – Rundfunk der DDR)
- 1977: Gerd Zebahl: Kumpane (Frau Büssing) – Regie: Fritz-Ernst Fechner (Kriminalhörspiel/Kurzhörspiel – Rundfunk der DDR)
- 1990: Dylan Thomas: Unter dem Milchwald – Regie: Fritz Göhler (Original-Hörspiel – Rundfunk der DDR)